# Concile de Jérusalem
Pour les articles homonymes, voir Concile de Jérusalem (homonymie).
Le « concile de Jérusalem » (ou « assemblée de Jérusalem » ou « réunion de Jérusalem » ou encore  « concile des apôtres ») est un ensemble de discussions tenues au milieu du Ier siècle (à partir de l'année 49) sous la direction de Jacques le Juste, tirant les conséquences de l'ouverture de la communauté des Juifs chrétiens aux « païens ».
Ces débats ont été relatés par Paul de Tarse dans son Épître aux Galates, rédigée peu après, en 50/51. Ils sont également décrits dans le chapitre 15 des Actes des Apôtres, ouvrage datant du début des années 80.

## Contexte

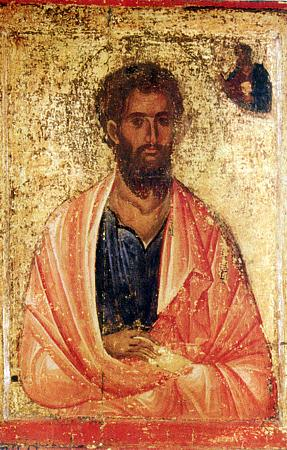
Icône de Jacques le Juste, frère de Jésus ou, pour les catholiques, plutôt un parent proche et premier évêque de Jérusalem.

D'après les Actes des Apôtres, à la suite du retour d'Antioche de Paul de Tarse et de Barnabé, une controverse se pose parmi les fidèles de Jésus de Nazareth : la possibilité du salut des non-Juifs. La question est alors portée à Jérusalem.
Une réunion d'apôtres, représentés par Pierre, et d'anciens, représentés par Jacques le Juste, s'y tient pour répondre plus précisément à la question de savoir si la circoncision est nécessaire au salut ou si la seule foi en Jésus est suffisante. Faut-il être d'abord Juif avant d'entrer dans la communauté ? La circoncision et la filiation juive sont-elles secondaires au point d'admettre des non-Juifs ? 
La question s'élargit, sous l'influence de pharisiens devenus chrétiens, vers celle de l'observance stricte de la Loi, y compris la circoncision. Pierre expose comment les nations païennes sont devenues croyantes en entendant de sa bouche la parole de l'Évangile.  
La question est donc double et le discours de Pierre répond en fonction du salut tandis que celui de Jacques se fonde sur la Loi. Elle pose en filigrane la question du rôle du Christ dans le salut de Dieu et celle de l'organisation des rapports entre Juifs et non-Juifs dans les premières communautés judéo-chrétiennes.

## Datation
Ces événements sont généralement datés des environs de l'an 50, soit une dizaine d'années avant la mort de Jacques le Juste, frère de Jésus (ou son proche parent selon le dogme catholique). Les indices littéraires amènent à diviser ce concile de Jérusalem en deux périodes distinctes : l'une vers 49-50, dominée par Pierre, portant sur la question du salut, dans une théologie du Christ et de l'Esprit. L'autre, après 52 et avant 58 dominée par Jacques qui traite de questions pratiques concernant la communauté, dans un esprit de légalisme intelligent et pacifique, alors que Paul est en Asie mineure, en Grèce et en Macédoine, et en apprend les résultats à son retour en 58.
L'observance de la Torah par les chrétiens d'origine polythéiste est examinée. Selon Simon Claude Mimouni, « La question de la circoncision, notamment, est posée par des pharisiens devenus chrétiens. Elle est examinée par les apôtres et les anciens (presbytres) en présence de la communauté. Elle est résolue par Pierre qui adopte le principe suivant : Dieu ayant purifié le cœur des païens par la croyance en la messianité de Jésus, il ne faut plus leur imposer le « joug » de la Torah. Jacques le Juste accepte la proposition de Pierre. »
Jacques le Juste est inquiet des problèmes pratiques que doivent affronter les communautés qui incluent à la fois des « adeptes de la Voie » (« juifs ») et les « adeptes de Chrestos » d'origine polythéiste.
Pour respecter la « pureté » exigée par l'orthopraxie juive, « il ne faut pas que les chrétiens d'origine juive aient à craindre de souillure légale lorsqu'ils fréquentent les chrétiens d'origine polythéiste. Il propose par conséquent sa décision à l'assemblée de la communauté et enjoint de la notifier aux chrétiens d'origine païenne par lettre : « Il faut que ces derniers observent un minimum de préceptes en s'abstenant des souillures de l’idolâtrie, de l'immoralité, de la viande étouffée et du sang. »

## Le débat

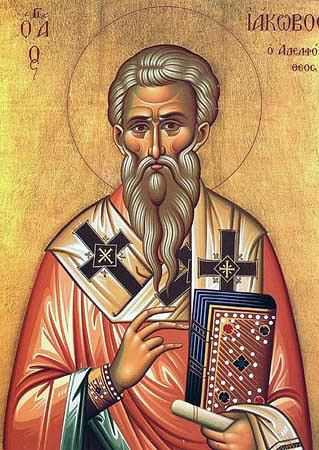
Représentation de Jacques le Juste

Le débat peut être ainsi résumé : la foi en Jésus était-elle suffisante pour être sauvé ou devait-on en plus observer les règles traditionnelles du judaïsme, y compris la circoncision ? Le débat était devenu crucial après la conversion du centurion Corneille par Pierre. 
Jacques apporte les éléments de solution en faveur de Pierre et donne tort aux pharisiens en écartant la nécessité de la circoncision avant le baptême. Il propose de réduire les interdits au strict minimum pour qu'un païen puisse être reçu dans la communauté avec les membres issus du judaïsme : interdiction de consommer les viandes non saignées et d'offrir des sacrifices aux « idoles », interdiction de pratiquer l'immoralité sexuelle (la « fornication »). Pour autant, en Judée et à Jérusalem, Jacques maintient la séparation entre Juifs et païens.
La décision de l'assemblée, connue ultérieurement sous le nom de « Lettre apostolique », se trouve dans les Actes 15, 23-29  :

« Les apôtres et les anciens, vos frères, aux frères de la gentilité qui sont à Antioche, en Syrie, et en Cilicie, salut ! Ayant appris que, sans mandat de notre part, certaines gens venus de chez nous ont, par leur propos, jeté le trouble parmi vous et bouleversé vos esprits, nous avons décidé d'un commun accord de choisir des délégués et de vous les envoyer avec nos bien-aimés Barnabé et Paul, ces hommes qui ont voué leur vie au nom de notre Seigneur Jésus-Christ. Nous vous avons donc envoyé Jude et Silas, qui vous transmettent de vive voix le même message. L'Esprit saint et nous-mêmes avons décidé de ne pas vous imposer d'autres charges que celles-ci qui sont indispensables : vous abstenir des viandes immolées aux idoles, du sang, des chairs étouffées et des unions illégitimes. Vous ferez bien de vous en garder. Adieu. »